# Presidente das Seicheles

Estandarte presidencial das Seicheles.

O presidente das Seicheles é o chefe de estado e de governo da República das Seicheles. O cargo foi criado em 1976, meses antes das Seicheles se terem tornado independentes do Reino Unido. Atualmente, o presidente das Seicheles é Wavel Ramkalawan, desde 26 de outubro de 2020.